# Thomas Bachmann (Saxophonist)
Thomas Bachmann (* 1965 in Geisenheim) ist ein deutscher Jazz-Saxophonist, Musikwissenschaftler, Komponist und Musikpädagoge.

## Leben und Wirken
Thomas Bachmann absolvierte von 1987 bis 1990 in Mainz ein Studium der Musikwissenschaft und spielte von 1989 bis 1992 als Tenorsaxophonist im Landesjugendjazzorchester Hessen, mit dem 1993 erste Aufnahmen entstanden (Magic Morning). Von 1990 bis 1994 studierte er an der Hochschule für Musik Mainz bei Wilson de Oliveira Jazz-Saxophon sowie klassisches Saxophon und machte seinen Diplom-Abschluss als Musikpädagoge. 1993 erhielt er den Förderpreis Musik der Johannes Gutenberg-Universität Mainz. Darüber hinaus studierte er bei David Liebman, auch im Rahmen von Liebmans „Saxophone Masterclass“ in Stroudsburg (Pennsylvania).
In seinem eigenen Ensemble Thomas Bachmann Group spielt Bachmann zusammen mit Uli Schiffelholz (Schlagzeug) und Ralf Cetto (Bass), unter anderem Eigenkompositionen, die im modernen bis freien Jazz beheimatet sind.
Von 1998 bis 2006 wirkte Bachmann in Konzerten und Produktionen der Hr-Bigband mit, seit 1998 ist er Tenorsaxophonist in der Frankfurt Jazz Big Band und spielt in weiteren Formationen wie im Bob Degen Quartett, im Uli Schiffelholz-Quintett und dem Metropol Sextett. Dabei konzertiert er unter anderem mit Musikern wie Thomas Cremer, German Marstatt, Ole Heiland, Janusz Stefanski, Jürgen Wuchner, Valentin Garvie, Jean-Yves Jung, Sebastian Sternal und Ulf Kleinert.
Seit 1995 ist Bachmann Dozent für Jazz-Saxophon, Ensemble und Didaktik in der Abteilung für Jazz- und Popularmusik der Musikhochschule Mainz. Von 2004 bis 2009 hatte er zudem einen Lehrauftrag für Saxophon und Ensemble an der Frankfurter Musikwerkstatt (FMW) inne. Seit 2017 ist er dort staatlich beauftragter Prüfungsvorsitzender.

## Diskografie (Auswahl)
- Frankfurt Jazz Big Band, Wilson De Oliveira Tribute to Duke Ellington. EFA, 1999
- Thomas Bachmann Group: Balancé 2002
- Thomas Bachmann Group: Ratz Fatz. zerozero, 2005
- Thomas Bachmann Group: Gestern … kann heute schon morgen sein. 2009
- Thomas Bachmann Group: Seittänzer Konnex Records, 2010
- Uli Schiffelholz Quintet: Don't Hurry. Konnex Records, 2011
- Thomas Bachmann Group: Hier und Jetzt! Unit Records 2019